# 7179 Gassendi
7179 Gassendi (1991 GQ6) là một tiểu hành tinh vành đai chính được phát hiện ngày 8 tháng 4 năm 1991 bởi Elst, E. W. ở La Silla.